# Cyclotoma alleni
Cyclotoma alleni es una especie de coleóptero de la familia Endomychidae.

## Distribución geográfica
Habita en Karnataka (India).